# Associação Comercial da Paraíba
A Associação Comercial da Paraíba é um prédio histórico localizado no Centro Histórico de João Pessoa, capital do estado brasilleiro da Paraíba. Inaugurado em 31 de outubro de 1874, por influência do  presidente da Paraíba, Barão de Abiahy, foi um marco para o crescimento do comércio do estado da Paraíba. A construção é tombada pelo Instituto do Patrimônio Histórico e Artístico do Estado da Paraíba (Iphaep) desde 26  de agosto de 1980, em virtude de seu valor histórico-sócio-cultural.

## História
Associação Comercial  da Paraíba, cuja Localização está na Rua Maciel Pinheiro, no Centro Histórico de João Pessoa, foi edificado em um terreno doado pelo Estado da Paraíba, aos empresários paraibanos. O   prédio de autoria do arquiteto Hermenegildo Di Láscio apresenta características ecléticas. A Sede da referida Instituição foi introduzida em 22 de janeiro de 1918. Sua inauguração se  deu  a  17  de julho  do  ano  seguinte  pelo presidente  da República, Epitácio Pessoa, quando ocorreu sua visita a Paraíba. A instituição, já criada desde 31 de outubro de 1874, a  fim  de  solucionar  as  graves  dificuldades que o comércio passava naquela época, começou  a  operar  a  partir  do  dia  21 do  mesmo mês e ano.
O edifício apresenta dois pavimentos, além de um porão habitável, o qual outrora era utilizado para a exposição de máquinas agrícolas. Possui em uma de suas extremidades uma parte com um só pavimento, que serviria de elemento de ligação a uma ampliação posterior que, no entanto, nunca se verificou. O imóvel ainda conserva sua volumetria e fachada inalteradas. Entre 1981 e 1983, quando estava à frente da instituição João Batista Tavares de Melo (1981-1983), o prédio passou por significativas obras de recuperação.
Este  imóvel  acha-se  tombado  pelo IPHAEP por  meio  do Decreto  nº  8.661,  de  26  de agosto de 1980.